# SoftBank 4G
SoftBank 4G（ソフトバンク フォージー）とは、ソフトバンク傘下のWireless City Planningが提供するAdvanced eXtended Global Platform(AXGP)網を利用した、ソフトバンクモバイルのMVNO型データ通信サービスである。この項目では、便宜上、ディズニー・モバイルのDisney Mobile 4GサービスおよびワイモバイルのAXGP網対応機種についても記述する。

## 概要
規格値で下り最大110Mbps、上り最大10Mbpsの高速通信が売りで、TD-LTEと互換のあるAXGPを採用した初の商用データ通信サービスとなる。2012年2月24日のサービスイン時に提供された端末は下り76Mbpsまでの対応となったが、NTTドコモが提供するXiの屋内下り最大75Mbpsを規格値上1Mbps上回り、下り通信速度の業界最速を謳う。
サービスエリアはゼロからの構築となるためごく狭い範囲に限られるが、2013年3月末時点で全国政令指定都市においての人口カバー率99%を目指している。AXGPの基地局を展開する際は既存のウィルコム基地局を利用しPHS共用のオムニアンテナ新型機に替えている。
4Gという単語を含むがITUが規定するIMT-Advancedの要求を満たす厳密な4G規格ではない。
ソフトバンクモバイルがAXGPのMVNOとなる上で最大の特徴は、下り最大110Mbpsの"SoftBank 4G"と下り最大42Mbpsの"ULTRA SPEED"を組み合わせた"ULTRA WiFi 4G"にある。これに対応した契約と端末であれば、自社網のULTRA SPEEDエリアも利用できるため、AXGP圏外ではサービスエリアの広いULTRA SPEEDでの接続を試みることができる。
2012年10月10日より、スマートフォン向けのサービスを開始（対応初号機は、SoftBank 201HW）。スマートフォン向けの下りの最高速度は76Mbpsとなるが、電池消費が激しいとの理由で、下り最速110Mbpsとはしなかったとのこと。なお、テザリングは、2012年12月15日より開始となった。
2012年10月19日に、下り最速110Mbpsのデータ端末によるサービスを開始した。
2013年8月9日より、AXGPエリアの補完を目的として、イー・アクセスのLTEエリアもカバーできる端末が発売される。
2013年12月より、AXGPエリアに加えて、SoftBank 4G LTEエリアもカバーできる端末が「Hybrid 4G LTE」として発売された。

## 通信速度規制
2012年10月以降、月当たりの通信量が7GBを超えた場合は送受信ともに128kbpsに制限される。制限された場合は2GBごとに2,500円の追加料金を支払う事で速度制限が解除できる。また、直近3日間のパケット通信量が1GBを超えた場合、通信速度が制限されることがある。後者の速度制限は追加料金により解除することはできない。なお、この規制はNTTドコモが提供するXi・PREMIUM 4G及びKDDIが提供するau 4G LTEの通信制限と同じである。

## 対応端末
以下の端末は、Hybrid 4G LTE対応端末を除いては大半がULTRA SPEEDにも対応。その他特記サービスについては、以下の識別マークも参照。
- 【H】：Hybrid 4G LTE対応端末。
- 【h】：Hybrid 4G LTE対応端末。ただし、ワイモバイル網利用不可(3G・LTEとも)。
- 【E】：ワイモバイルのLTEエリアでも利用可能な端末。
- 【CA】：AXGPでのキャリア・アグリゲーション対応端末。
- 【C】：LTEでのキャリア・アグリゲーション対応端末。

### 下り最大76Mbps、上り最大10Mbpsとなる機種

#### データ端末
- ULTRA WiFi 4G 101SI - セイコーインスツル製 2012年2月24日発売
- ULTRA WiFi 4G 102Z - ZTE製 2012年8月18日発売

#### スマートフォン
- STREAM 201HW - ファーウェイ製 2012年10月10日発売
- RAZR M 201M - モトローラ製 2012年10月26日発売
- PANTONE 6 200SH - シャープ製 2012年12月21日発売
- HONEY BEE 201K - 京セラ製 2013年1月25日発売
- ARROWS A 201F - 富士通モバイル製 2013年2月16日発売
- AQUOS PHONE Xx 203SH - シャープ製 2013年3月8日発売
- AQUOS PHONE ss 205SH - シャープ製 2013年6月21日発売
- AQUOS PHONE Xx 206SH - シャープ製 2013年6月28日発売
- ARROWS A 202F - 富士通モバイル製 2013年6月28日発売
- DIGNO R 202K - 京セラ製 2013年7月5日発売

#### ディズニー・モバイル向け
- DM014SH - シャープ製 2013年3月1日発売
- DM015K - 京セラ製 2013年8月2日発売

#### ワイモバイル向け
旧ウィルコム
- DIGNO DUAL 2 WX10K - 京セラ製 2013年7月18日発売
- 201HW - ファーウェイ製 2013年9月5日発売

旧イー・アクセス(EMOBILE 4G-S)
- EM01F - 富士通モバイル製 2013年8月20日発売

Y!mobile
- 302KC【h】 - 京セラ製 2014年9月11日発売

### 下り最大110Mbps、上り最大10Mbpsとなる機種

#### データ端末
- ULTRA WiFi 4G 102HW - ファーウェイ製 2012年10月19日発売
- Pocket WiFi 203Z【E】 - ZTE製 2013年8月9日発売
- Pocket WiFi 301HW【E】 - ファーウェイ製 2013年12月6日発売予定

#### スマートフォン
- ARROWS A 301F【H】 - 富士通モバイル製 2013年12月6日発売
- AQUOS PHONE Xx 302SH【H】 - シャープ製 2013年12月6日発売
- AQUOS PHONE Xx mini 303SH【H】 - シャープ製 2014年2月21日発売
- AQUOS Xx 304SH【H】 - シャープ製 2014年5月23日発売
- AQUOS CRYSTAL 305SH【H】 - シャープ製 2014年8月29日発売
- iPhone 6【H】 - Apple製 2014年9月19日発売
- iPhone 6 Plus【H】 - アップル製 2014年9月19日発売
- Xperia Z3 401SO【H】 - ソニーモバイルコミュニケーションズ製 2014年11月21日発売
- AQUOS CRYSTAL X【H】 - シャープ製 2014年12月19日発売

#### ディズニー・モバイル向け
- DM016SH【H】 - シャープ製 2014年1月24日発売

#### ワイモバイル向け
- Nexus 6【H】 - モトローラ・モビリティ製 2014年12月11日発売
- 402LG【H】 - LGエレクトロニクス製 2014年2月19日発売
- 404KC【H】 - 京セラ製 2015年2月17日発売

### 下り最大165Mbps、上り最大10Mbpsとなる機種

#### データ端末
- SoftBank 303ZT【CA】
- SoftBank 303ZT【CA】

#### スマートフォン
- Galaxy S6 edge 404SC【H・CA・C】 - サムスン電子製
- Xperia Z4 402SO【H・CA・C】 - ソニーモバイルコミュニケーションズ製
- AQUOS Xx 404SH【H・CA・C】 - シャープ製

#### ワイモバイル向け
- 305ZT【CA】

## その他
Wireless City Planningの提供するAXGPを使用した一般向けサービスは、2013年2月現在、ソフトバンクモバイルとTOKAIコミュニケーションズ2社だけの状態となっており、Wireless City Planning自身での提供も予定されていない（ワイモバイルは、ソフトバンクモバイルからの又貸しでの提供）。
また、AXGPはBWA用の帯域を使用している事や、MVNOの参入促進が免許の条件となっているため、ソフトバンクモバイル以外のMVNOが参入しやすい条件を整える事も求められている。
2014年12月、AXGPを使用し、自宅などに設置するルーター（Airターミナル）を用いたSoftBank Airの提供が始まる（事業主体はソフトバンクBB→ソフトバンクモバイル）。